# كروتشيفيسكي
كروتشيفيسكي (بالإطالية: Crocefieschi) (وايضًا تنطق A Croxe di Fieschi باللغة الليغورية المحلية) هي كومونا (بلدية) في مدينة ميتروبوليتان جنوة في منطقة ليغوريا الإيطالية، وتقع على بعد حوالي 20 كيلومتر (12 ميل) شمال شرق جنوة.
وتقع كروتشيفيسكي على حدود البلديات التالية: بوسالا وسافينيوني وفالبريفينا وفوبيا.